# А382 (автодорога)
Автодорога А-382 «Подъезд к аэропорту от города Дудинка» — подъездная дорога от города Дудинка к аэропорту Алыкель, относится к автомобильным дорогам общего пользования федерального значения.
В феврале 2019 исключена из списка дорог федерального значения.